# 斯塔洛瓦沃拉縣

50°35′N 22°3′E / 50.583°N 22.050°E
斯塔洛瓦沃拉縣（波蘭語：Powiat stalowowolski），是波蘭的縣份，位於該國南部，由喀爾巴阡山省負責管轄，首府設於斯塔洛瓦沃拉，面積833平方公里，2006年人口109,170，人口密度每平方公里130人。